# أشتون-أندر-لاين (دائرة انتخابية في المملكة المتحدة)
آشتون أندر لاين (بالإنجليزية: Ashton-under-Lyne)، هي دائرة انتخابية في مانشستر الكبرى، أُنشئت عام 1832. وهي ممثلة في مجلس العموم البريطاني من قبل أنجيلا راينر عن حزب العمال منذ عام 2015. وتشغل راينر حاليًا منصب نائبة رئيس الوزراء ووزيرة الدولة للإسكان والمجتمعات والحكم المحلي في حكومة كير ستارمر، كما انتُخبت نائبة لزعيم حزب العمال في عام 2020.